# Claudius Schraudolph der Jüngere

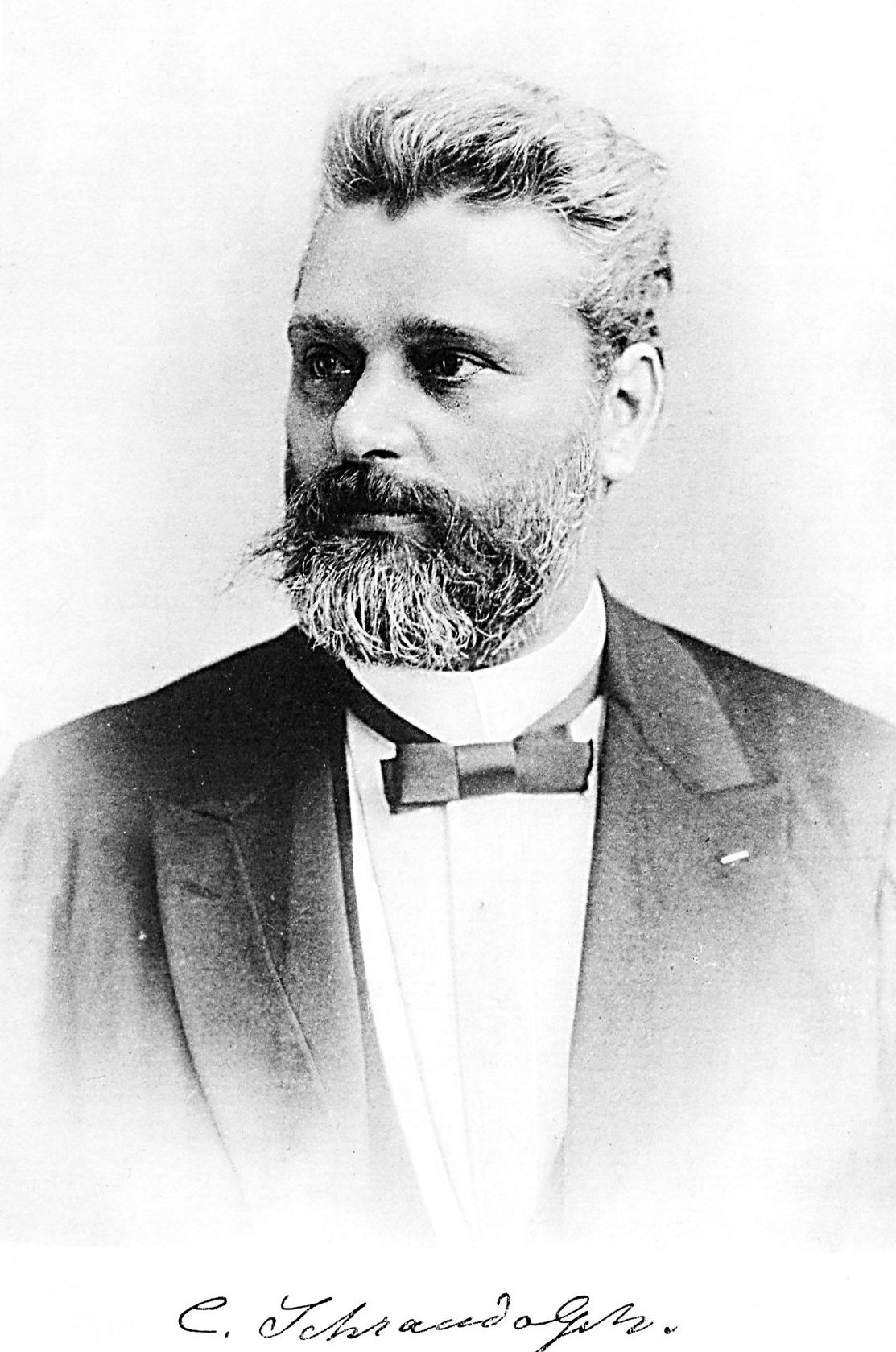
Claudius Schraudolph

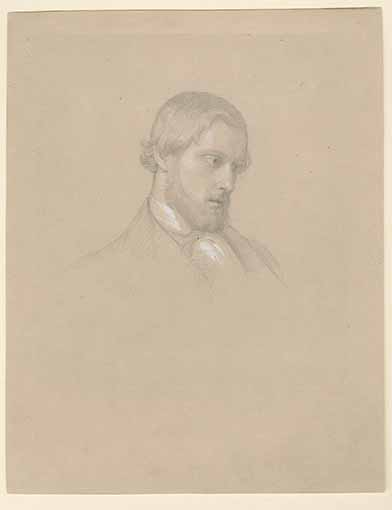
Claudius Schraudolph

Claudius Schraudolph der Jüngere (* 4. Februar 1843 in München; † 4. Januar 1902 in St. Michael in Eppan, Südtirol, Italien) war ein deutscher Maler und Illustrator.

## Leben
Schraudolph d. J., Sohn von Johann Schraudolph, war Schüler seines Vaters, von Hermann Anschütz und von Johann Georg Hiltensperger. Er war Gehilfe bei den Malereien im Dom zu Speyer und malte anfangs religiöse Gemälde, wandte sich aber seit 1866 der Genremalerei zu.
An den Feldzügen von 1866 und 1870 war er als Oberleutnant beteiligt.
Von Juni 1883 bis 1894 führte er die Königliche Kunstschule in Stuttgart als Direktor. Zur Unterscheidung von seinem malenden Onkel, welcher auch Claudius heißt, wird er „der Jüngere“ genannt.
1891 wurde er in der Freimaurerloge Zu den 3 Cedern in Stuttgart zum Freimaurer aufgenommen.
Von seinen zart behandelten und empfindsam aufgefassten Bildern sind die hervorragendsten:
- Mädchen am Klavier
- Osterspaziergang aus „Faust“
- Quartett auf einer venezianischen Terrasse
- Dolce far niente

Er hat auch zahlreiche Illustrationen für den Holzschnitt gezeichnet und dekorative Malereien ausgeführt.